# Mei Fang
Mei Fang (chiń. 梅方, ur. 14 listopada 1989 w Wuhanie) – chiński piłkarz grający na pozycji prawego obrońcy. Od 2014 jest zawodnikiem klubu Guangzhou Evergrande.

## Kariera piłkarska
Swoją karierę piłkarską Mei Fang rozpoczął w klubie Wuhan Guanggu. W 2008 roku awansował do pierwszego zespołu, jednak w sezonie 2008 nie zadebiutował w nim w Super League i w 2009 roku odszedł do Wuhan Zall, grającego w League Two. W sezonie 2009 awansował z Wuhan Zall do League One. Z kolei w sezonie 2012 wywalczył wicemistrzostwo League One i awans do Super League. W sezonie 2013 spadł z Wuhan Zall do League One.
W 2014 roku Mei Fang został piłkarzem klubu Guangzhou Evergrande. Swój debiut w nim zaliczył 8 marca 2014 w wygranym 3:0 domowym meczu z Henan Jianye. W sezonach 2014 i 2015 wywalczył z klubem z Kantonu dwa tytuły mistrza Chin. Z kolei sezon 2016 rozpoczął od zdobycia Superpucharu Chin.
| Sezon | Klub                 | Kraj  | Rozgrywki    | Mecze | Gole |
| ----- | -------------------- | ----- | ------------ | ----- | ---- |
| 2008  | Wuhan Guanggu        | Chiny | Super League | 0     | 0    |
| 2009  | Hubei Luyin          | Chiny | League Two   | 13    | 1    |
| 2010  | Hubei Luyin          | Chiny | League One   | 20    | 0    |
| 2011  | Hubei Luyin          | Chiny | League One   | 20    | 2    |
| 2012  | Wuhan Zall           | Chiny | League One   | 26    | 2    |
| 2013  | Wuhan Zall           | Chiny | Super League | 28    | 2    |
| 2014  | Guangzhou Evergrande | Chiny | Super League | 18    | 1    |
| 2015  | Guangzhou Evergrande | Chiny | Super League | 21    | 0    |
| 2016  | Guangzhou Evergrande | Chiny | Super League | 25    | 0    |
| 2017  | Guangzhou Evergrande | Chiny | Super League | 13    | 0    |

- Stan na 22 listopada 2017

## Kariera reprezentacyjna
W reprezentacji Chin Mei Fang zadebiutował 18 czerwca 2014 roku w wygranym 2:0 towarzyskim meczu z Macedonią. W 2015 roku został powołany do kadry Chin na Puchar Azji 2015. Zagrał na nim w czterech meczach: grupowych z Arabią Saudyjską (1:0), z Uzbekistanem (2:1), z Koreą Północną (2:1) i ćwierćfinałowym z Australią (0:2).